# 이라크 내란 (2011년~2013년)
이라크 내란(Iraqi insurgency) 또는 이라크 위기(Iraq Crisis)는 2011년 미군이 이라크에서 철수한 이후 이라크에서 발생한 일련의 폭력 사태이다.

## 같이 보기
- 2014년 6월 북부 이라크 공세
- 2014년 8월 북부 이라크 공세